# Барабан (механизм)
Бараба́н — общее название вращающихся частей машины, имеющих форму полого цилиндра (иногда конуса).

## Барабаны в рабочих машинах
В рабочих машинах распространены барабаны периодического или непрерывного действия с использованием внутренней полости для сообщения относительного движения изделиям — очистные, сушильные, промывные и др.
- Очистные барабаны служат для удаления с отливок формовочной земли и заусенцев.
- Сушильные барабаны применяют для сушки сыпучих материалов, а также текстильных товаров после мокрой обработки.
- Промывные барабаны используются в кожевенном и меховом производстве и являются одним из основных аппаратов для обработки кожевенного сырья и мехов. Они выполнены в виде цилиндрических сосудов, вращающихся вокруг горизонтальной оси привода. Такие барабаны бывают: заглубленные, у которых наружные стенки рамные, решётчатые или сетчатые, а сам барабан находится в чане, наполненном рабочей жидкостью; подвесные, у которых рабочая жидкость и обрабатываемый полуфабрикат помещаются внутри герметически закрытого вращающегося сосуда, подвешенного на опорах над полом.

## Барабаны в подъёмно-транспортных машинах
В подъёмно-транспортных машинах распространены барабаны:
- С гладкой или имеющей винтовую канавку наружной поверхностью, на которую навивается канат или цепь для подъёма или перемещения груза;
- Поддерживающие или приводящие в движение грузонесущий орган конвейера;
- Тормозные, на наружную или внутреннюю поверхность которых действуют тормозные колодки или тормозная лента.